# Satsop
Satsop és una concentració de població designada pel cens dels Estats Units a l'estat de Washington. Segons el cens del 2000 tenia 619 habitants.

## Demografia
Segons el cens del 2000, Satsop tenia 619 habitants, 228 habitatges, i 166 famílies. La densitat de població era de 34,2 habitants per km².
Dels 228 habitatges en un 33,3% hi vivien nens de menys de 18 anys, en un 57,9% hi vivien parelles casades, en un 11,4% dones solteres, i en un 26,8% no eren unitats familiars. En el 22,4% dels habitatges hi vivien persones soles el 12,3% de les quals corresponia a persones de 65 anys o més que vivien soles. El nombre mitjà de persones vivint en cada habitatge era de 2,71 i el nombre mitjà de persones que vivien en cada família era de 3,13.
Per edats la població es repartia de la següent manera: un 28,6% tenia menys de 18 anys, un 7,1% entre 18 i 24, un 25,7% entre 25 i 44, un 24,6% de 45 a 60 i un 14,1% 65 anys o més.
L'edat mediana era de 38 anys. Per cada 100 dones de 18 o més anys hi havia 100,9 homes.
La renda mediana per habitatge era de 37.125 $ i la renda mediana per família de 43.125 $. Els homes tenien una renda mediana de 31.000 $ mentre que les dones 18.750 $. La renda per capita de la població era de 14.245 $. Aproximadament el 9,5% de les famílies i el 16,8% de la població estaven per davall del llindar de pobresa.

## Poblacions més properes
El següent diagrama mostra les poblacions més properes.